# 郫都区
郫都区，原为郫县，别称鹃城，是中国四川省成都市下辖的一个市辖区，区人民政府驻郫筒街道。郫都区位于成都市西北，总面积437.5平方公里，常住总人口約139万人。

## 历史

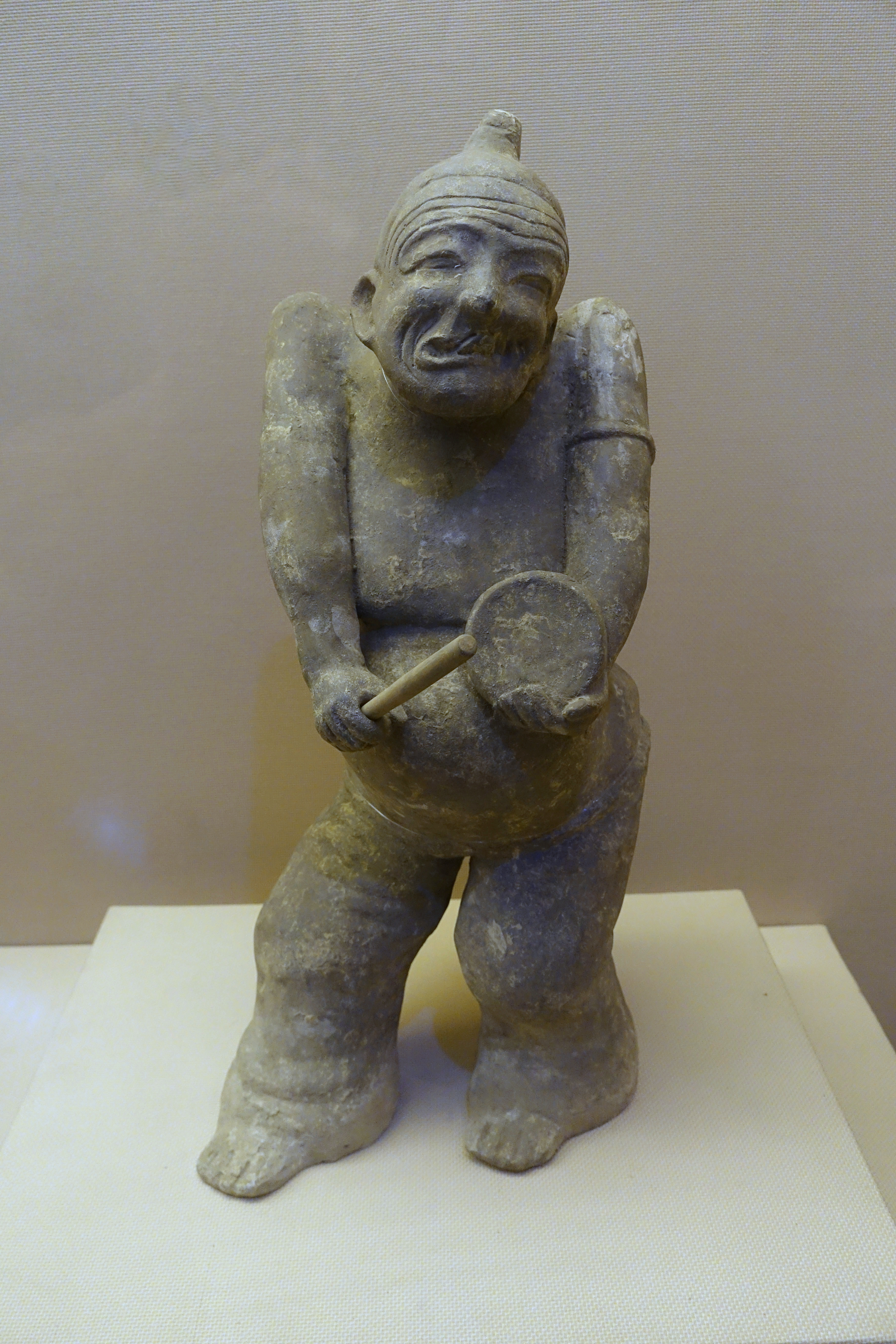
郫都区宋家林东汉砖室墓出土的说唱俑，四川博物院藏

### 戰國時代
公元前316年秦灭蜀后，巴蜀地区实行分封制与郡县制。公元前314年，以郫邑作为蜀郡的属县称郫县，在秦汉时期，郫县辖地涉及今郫县、温江、彭县、灌县等数县，之后历经数次变迁。

### 中华人民共和国
中华人民共和国成立后，1950年属温江专区，1968年属温江地区，1983年改属成都市。

#### 大跃进
1957年，曾获亩产千斤粮食帅旗的郫县，提出“学麻城，赶孝感”的口号，在大面积丰产上要“元帅升帐”，同时在发射高产“卫星”中也要在四川领先。从收早稻开始，与附近的新繁县竞争，发射一个比一个大的“卫星”。
为了开展发射水稻“卫星”的竞赛，他们专门在城关北街十字口竖立一个长十几米，宽数米的“卫星发射台”。每次发射一颗高产“卫星”，就使用一个装饰性的彩色水稻牌悬挂在“卫星台”上，象征“卫星”升起了。水稻牌的大小会随着产量的高低而变化。随后，“卫星台”上的水稻牌越来越多，越来越大。当年，全县共发射水稻“卫星”41个。

#### 撤县设区
2015年12月25日，郫县第十七届人大常委会第三十一次会议中，审议通过郫县人民政府“关于撤销郫县设立成都市郫都区的报告”。2016年9月11日，中共成都市委第十二届七次全会审议并通过了《关于同意申报郫县撤县设区的决议》，同意申报撤销郫县，设立郫都区。2016年11月24日，经国务院批准，撤销郫县，设立成都市郫都区。2017年1月22日，正式挂牌成立。

## 人口
2020年末，成都市第七次全国人口普查公报显示：郫都区常住人口为1390913人，男性人口占比51.26%，女性人口占比48.74%，年龄结构中0-14岁占比13.16%，15-59岁占比72.68%，60岁以上占比14.16%，65岁以上占比10.63%。

## 地理

### 位置面积
郫都区位于成都市西北近郊，地处成都平原中部。城域东至犀浦镇万福村万福仓库，西至新胜乡天生村走石山，南至德源镇平成村鱼凫桥，北至古城乡指路村通腴桥。城东南与成都市郊的金牛区接壤，西部及西南隔江安、走马河与温江区相望，西北和都江堰市紧邻，北部与彭州市以蒲阳河、柏条河为界，东北与新都区毗连。

### 地形地貌
境内地形以平坝为主。西北角有一小块浅丘台地，名“横山子”，为全区唯一的山丘。其海拔630-653米，比周围平原高出10-20米；占地4.42平方千米，约占总面积1%。

### 气候
郫都区属亚热带季风气候，温和湿润，四季分明。年平均气温16.0℃，年平均降水量979.4毫米，年平均日照时数1,014.0小时。

### 水系
郫都区无发源于区境内的河流，过境各河都是都江堰的输水河道。共有8条干渠：:91-94
| 河名           | 全长 km | 区境内长度 km        | 沿区界长度 km     | 界河               | 分水/起水          | 分水/起水 | 注释                                                                                                 |
| 河名           | 全长 km | 区境内长度 km        | 沿区界长度 km     | 界河               | 分水/起水点        | 分水自    | 注释                                                                                                 |
| -------------- | ------- | -------------------- | ----------------- | ------------------ | ------------------ | --------- | --- |
| 蒲阳河         | 117     | -                    | 5                 | 彭                 | 都江堰蒲阳桥闸     | -         | |
| 柏条河         | 48      | 19                   | 8                 | 彭、新             | 都江堰蒲阳桥闸     | -         | |
| 走马河—清水河  | 63      | 7.2（走） 18.3（清） | 2（走） 4.5（清） | 灌（走）、温（清） | 都江堰内江走马桥闸 | 江安河    | 走马—清水河水系灌溉全县约80%的农田，是郫都区的主要灌溉水系。                                         |
| 江安河         | 106     | -                    | 15                | 温                 | 走马桥闸           | 走马河    | 旧名“新开河”。1941年前在都江堰青城大桥木观音岷江正流起水，同年大水后改在张家湾起水。1957年移至现址。 |
| 毗河           | 63      | -                    | 4.3               | -                  | 团结镇石堤堰       | *         | |
| 府河           | 88      | 7.5                  | 1.5               | -                  | 团结镇石堤堰       | 毗河      | |
| 徐堰河         | 40      | 27.5                 | -                 | -                  | 都江堰聚源闸       | *         | |
| 沱江河         | 28      | 23                   | 2                 | 金牛               | 两路口乡两河口     | 走马河    | |
| * 此处为起水点 |         |                      |                   |                    |                    |           | |

## 行政区划
郫都区下辖9个街道办事处、3个镇（合作街道和西园街道由成都高新区代管）：
郫筒街道、安德街道、红光街道、犀浦街道、德源街道、安靖街道、团结街道、合作街道、西园街道、唐昌镇、三道堰镇和友爱镇。
| 郫都区行政区划图                                                                                        | 郫都区行政区划图 | 郫都区行政区划图 | 郫都区行政区划图 | 郫都区行政区划图 | 郫都区行政区划图 | 郫都区行政区划图 | 郫都区行政区划图 | 郫都区行政区划图 | 郫都区行政区划图 | 郫都区行政区划图 |
| --- | ---------------- | ---------------- | ---------------- | ---------------- | ---------------- | ---------------- | ---------------- | ---------------- | ---------------- | ---------------- |
| 唐昌镇 安德街道 郫筒街道 友爱镇 德源街道 西园街道 合作街道 犀浦街道 安靖街道 团结街道 红光街道 三道堰镇 |                  |                  |                  |                  |                  |                  |                  |                  |                  |                  |

## 经济

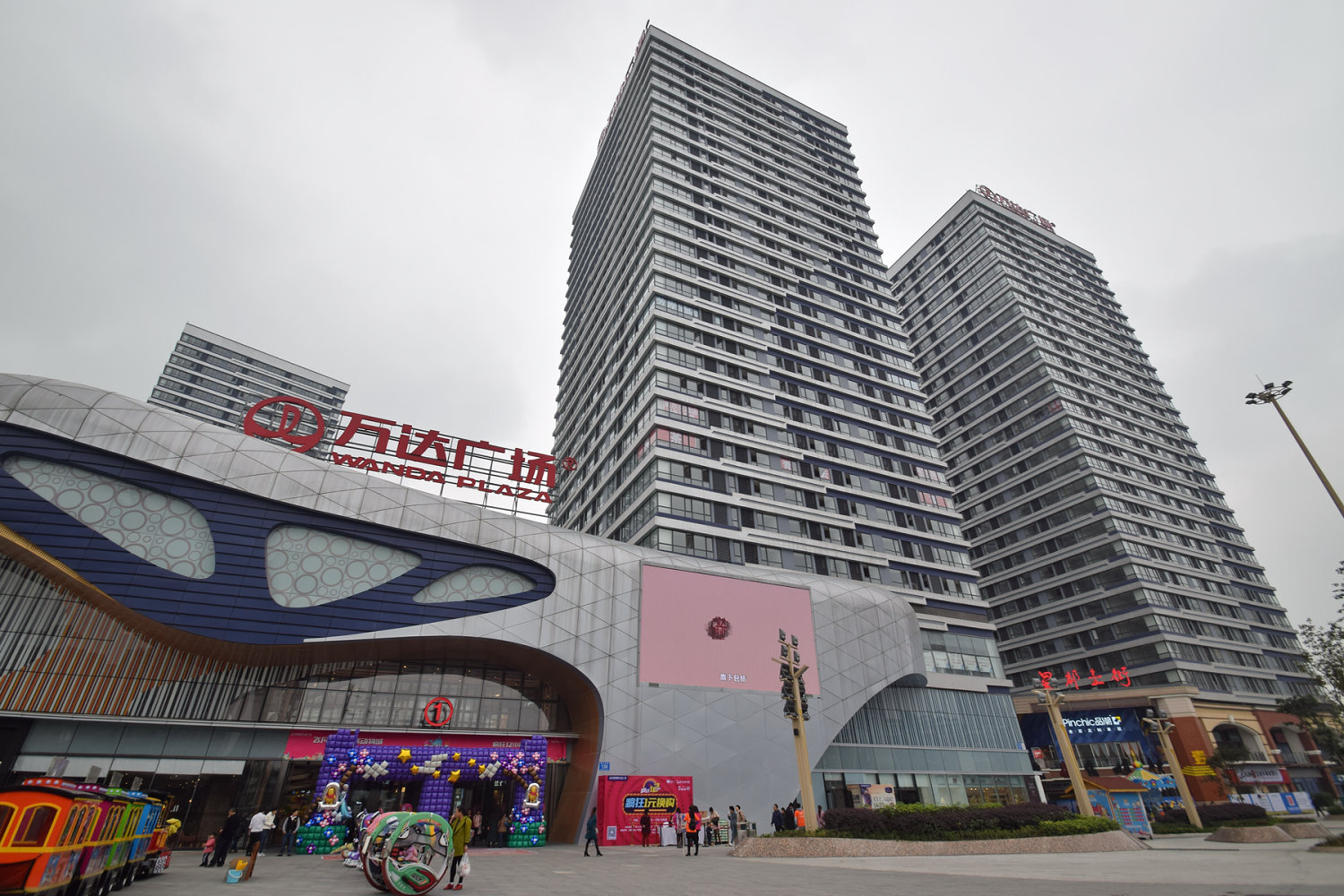
郫都区蜀都万达广场

2021年统计，郫都区国内生产总值为724.2亿元（不含高新西区，下同），第一、二、三产业增加值分别为26.4亿元、246.6亿元、451.2亿元，三次产业结构比为3.6 : 34.1 : 62.3。城镇常住居民人均可支配收入53,720元，农村常住居民人均可支配收入33,802元。全年地方一般公共预算收入51.2亿元，地方一般公共预算支出69.8亿元。

## 文化

### 古迹

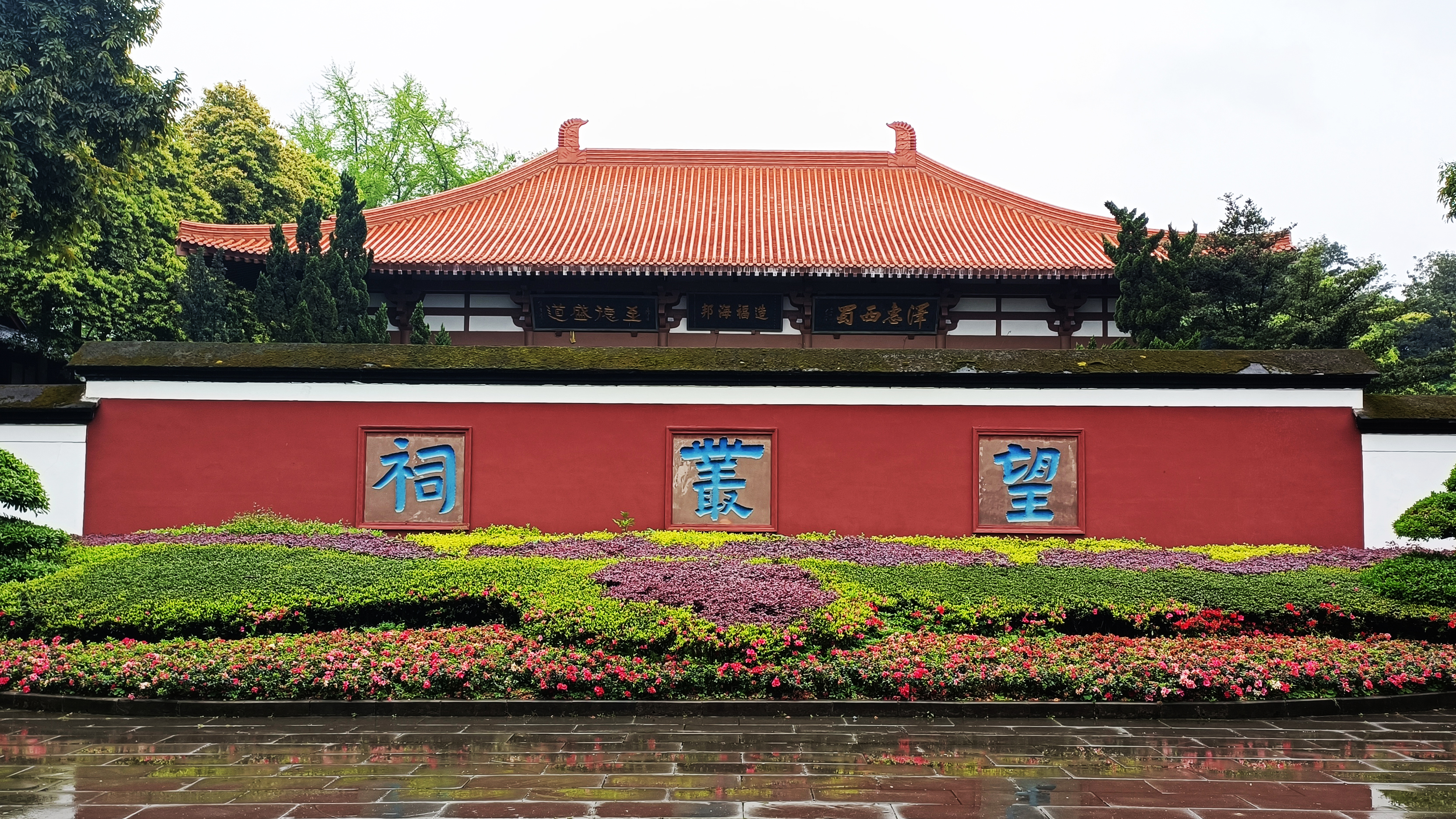
望丛祠

- 郫都区古城村有成都平原史前城址的郫县古城遗址，为全国重点文物保护单位，为新石器时代城址。
- 郫都郫筒街道建有望丛祠，为四川省文物保护单位。其名为纪念古蜀国的望帝杜宇和丛帝开明（又称鳖灵）。李商隐的《锦瑟》一诗中“望帝春心托杜鹃”所说的就是他们的故事。

### 诗歌
曾提及郫都区的古诗词：
- 《蚕妇》 —— （宋）张俞
- 《河渎神》 —— （唐）温庭筠

### 特产
- 郫都区特产“郫县豆瓣”有“川菜之魂”一说。

## 交通
- 公路
  - 国道： 213国道、 317国道过境。
  - 高速公路： 蓉昌高速、 成都绕城高速、 成都第二绕城高速过境。
  - 城市主干道：红光大道、西源大道、西区大道、西华大道为郫都区与成都市区的高等级快速城市公路。
- 市域铁路：成灌铁路在境内主线设安靖站、犀浦东站、犀浦站、红光镇站、郫县东站、郫县站、郫县西站、安德站，彭州支线设新民场站、三道堰站、马街站。此外，成灌铁路在犀浦站与成都地铁 2号线双向同台换乘。[17]
- 城市轨道交通
  - 地铁：成都地铁 2号线、 6号线
  - 有轨电车：成都有轨电车 蓉2号线